# Egzekucje w Olchowcach

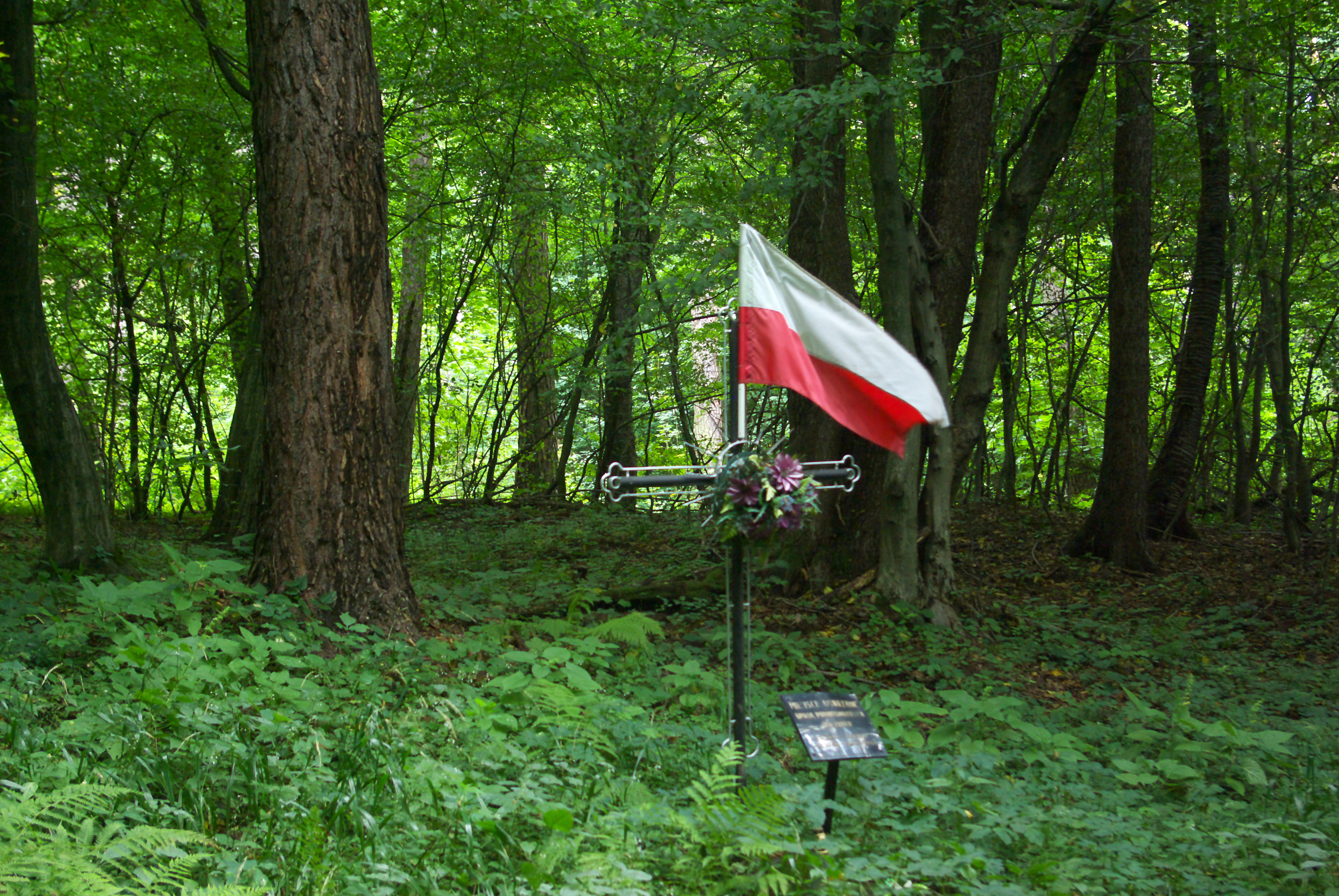
Miejsce pamięci w Olchowcach

Egzekucje w Olchowcach – egzekucje dokonane przez Niemców w 1942, 1943 i 1944 roku we wsi Olchowce, obecnie będącej dzielnicą Sanoka.

## Historia
Egzekucje w Olchowcach były dokonywane podczas II wojny światowej w okresie okupacji niemieckiej w 1942, w 1943 i w 1944 na obszarze ówczesnego Landkreis Sanok. Olchowce były wówczas wsią pod Sanokiem.
Ofiarami egzekucji byli więźniowie więzienia w Sanoku. Egzekucji dokonywali funkcjonariusze gestapo, którzy zabierali z tego zakładu jednego lub większą grupę więźniów i wywozili do Olchowiec. Tam kierowali się na obszar leśny, leżący na lewo od szosy, wiodącej do Przemyśla, za greckokatolicką cerkwią Wniebowstąpienia Pańskiego. Miejsce egzekucji leżało na granicy obszaru leśnego i za wałem byłej strzelnicy wojskowej. Pochówków zamordowanych osób dokonywali miejscowi grabarze, Dymitr Dymiśko i Michał Krowiak.
Latem 1942 zostało tam rozstrzelanych dwóch niezidentyfikowanych mężczyzn. W 1943 zostało przywiezionych kilkanaście osób – prawdopodobnie 17 (kobiety i mężczyźni), władających językiem polskim, które po uprzednim rozebraniu się zostały rozstrzelane, a później pogrzebane w trzech uprzednio przygotowanych grobach. Tę masową zbrodnię potwierdzili w powojennych relacjach świadkowie tj. ludzie zamieszkujące nieopodal (Jan Milczanowski, Maria Niecpoń). 23 stycznia 1943 zostali tam pozbawieni życia: Andrzej Woźniak (60 lat), Janina Woźniak (17 lat), Katarzyna Woźniak (57 lat) i Michal Otocki z Tyrawy Wołoskiej. 23 kwietnia 1943 zamordowani zostali tam Jan Łuczyński i Ludwika Łuczyńska z Bukowska. Ponadto ww. świadek Jan Milczanowski relacjonował egzekucję siedmiu osób (w tym trzech kobiet). Ofiarami byli rolnicy, którzy mieli uchylać się od wydanych przez władze okupacyjne obowiązków kontyngentowych. 
Według ustaleń jednym z zamordowanych w Olchowcach był także sierż./ppor. Władysław Szelka ps. „Czajka”, „Borsuk”, komendant placówki nr V Niebieszczany w ramach obwodu AK Sanok, na którym egzekucji miał dokonać gestapowiec Leo Humeniuk. 22 lipca 1944 Szelka został wyprowadzony z sanockiego więzienia przez gestapowców, po czym wraz z innym więźniem (był nim aresztowany 13 lipca Paul wzgl. Paweł Aleksiejewicz Karpenko, ur. 1921, spadochroniarz, jeniec sowiecki) wywieziony samochodem, zostali wywiezieni i rozstrzelani w Olchowcach.
Według różnych źródeł łącznie w Olchowcach dokonano egzekucji około 30 osób (przyjąwszy zakres 1943 i 1944) około 40 osób (przy założeniu lat 1942-1944) bądź kilkudziesięciu. Po wojnie nie została przeprowadzona ekshumacja ciał ofiar. Tożsamość ofiar w większości nie została ustalona. Pomimo zachowania się prowadzonej przez Niemców Księgi więźniów śledczych 1942-1944, stanowiącej indeks przyjmowanych do więzienia w Sanoku, nie znaleziono dokumentacji potwierdzającej dokonywanie egzekucji na osobach uprzednio więzionych. Według źródeł ZBowiD ofiarami była ludność z Olchowiec i z okolicznych miejscowości.

## Upamiętnienie
Z miejsca egzekucji w Olchowcach pobrano ziemię, którą umieszczono w urnie złożonej w Mauzoleum Ofiar II Wojny Światowej, ustanowionym w 1948 na cmentarzu przy ulicy Rymanowskiej w Sanoku.
Pierwotnie planowano postawi monument upamiętniający w miejscu egzekucji, z czego ostatecznie zrezygnowano. Ofiary egzekucji zostały upamiętnione przez pomnik odsłonięty 20 lipca 1975 w ramach obchodów 30-lecia zwycięstwa nad faszyzmem, w przeddzień uroczystości Święta Odrodzenia Polski. Został ustanowiony przy ulicy Przemyskiej, tuż przed ww. cerkwią, po wojnie stanowiącą kościół rzymskokatolickiej Parafii Wniebowstąpienia Pańskiego w Sanoku (w 1972 Olchowce zostały przyłączone do Sanoka). Upamiętnienie określono wówczas jako obelisk ku czci poległych patriotów. W przewodniku, wydanym w 1980 przez Radę Ochrony Pomników Walk i Męczeństwa, upamiętnienie zostało określone jako pomnik na miejscu straceń. W zamierzeniu twórców pomnik upamiętnia Polaków zamordowanych przez Niemców w latach 1942-1944. Inicjatorem powstania upamiętnienia było koło ZBoWiD działające przy Sanockiej Fabryce Autobusów „Autosan”, a głównym pomysłodawcą i realizatorem był członek tegoż, Wiktor Gościński. Projektantem pomnika był dr Wojciech Kurpik z Muzeum Budownictwa Ludowego w Sanoku. Monument został wykonany w czynie społecznym przez mieszkańców Sanoka, w tym członków kół ZBoWiD oraz przedstawicieli miejsc przedsiębiorstw i instytucji. Stanowi go głaz, postawiony poziomo na postumencie. Na głazie została umieszczona inskrypcja, która głosi:

Miejsce uświęcone krwią Polaków pomordowanych przez oprawców hitlerowskich w latach 1942–1944. Społeczeństwo miasta Sanoka 1974

Pomnik został otoczony ogrodzeniem wykonany ze słupków żelaznych i łańcuchów. Zarówno inskrypcja na pomniku, jak i źródło w relacji oddziału ZBoWiD wskazują na powstanie pomnika w 1974.
Według stanu z początku lat 90. w miejscu egzekucji istniała stara tabliczka i fragmenty ogrodzenia. W obszarze leśnym nieopodal został ustanowiony krzyż oraz tabliczka z inskrypcją o treści:

Miejsce uświęcone krwią pomordowanych więźniów. Więzieni w Sanoku w latach 1942-1944

Dokumenty, relacje i pamiątki powiązane z wojennymi zdarzeniami w Olchowcach były gromadzone w miejscowej Szkolnej Izbie Pamięci Narodowej.